# Castle Hill (Townsville)
Castle Hill är en kulle i Australien. Den ligger i kommunen Townsville och delstaten Queensland, omkring 1 100 kilometer nordväst om delstatshuvudstaden Brisbane. Toppen på Castle Hill är 264 meter över havet, eller 257 meter över den omgivande terrängen. Bredden vid basen är 4,0 km.
Runt Castle Hill är det glesbefolkat, med 18 invånare per kvadratkilometer.. Närmaste större samhälle är Townsville, nära Castle Hill. 
Omgivningarna runt Castle Hill är huvudsakligen savann. Savannklimat råder i trakten. Genomsnittlig årsnederbörd är 1 076 millimeter. Den regnigaste månaden är mars, med i genomsnitt 273 mm nederbörd, och den torraste är september, med 4 mm nederbörd.